# World Bicycle Relief

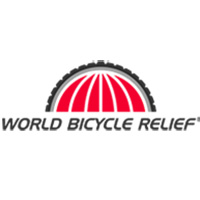
Logo organizacji WBR

World Bicycle Relief (WBR) — międzynarodowa organizacja non-profit z siedzibą w Chicago, IL, która specjalizuje się w walce z ubóstwem w krajach rozwijających się poprzez umożliwienie ludziom na obszarach wiejskich większą mobilność rowerową. Programy organizacji koncentrują się przede wszystkim na dostarczaniu rowerów by ułatwić: dostęp do edukacji, dostęp do ochrony zdrowia i rozwój gospodarczy. Do kwietnia 2023 organizacja WBR rozprowadziła 722 000 rowerów w 21 krajach rozwijających się i przeszkoliła ponad 2300 mechaników rowerowych a w planach do 2025 roku ma rozprowadzić milion rowerów. Ponadto prawie 70 procent rowerów studenckich jest przeznaczonych dla uczennic w ramach ich największego programu Bicycles For Educational Empowerment (Rowery dla Wzmocnienia Edukacji).

## Historia
Badania przeprowadzone w Afryce ( Uganda i Tanzania ) oraz na Sri Lance na setkach gospodarstw domowych wykazały, że rower może zwiększyć dochody rodzin nawet o 35%. 
World Bicycle Relief została założona w 2005 roku przez Frederick Day współzałożyciela firmy SRAM i wiceprezesa wykonawczego powodowane następstwami tsunami na Oceanie Indyjskim w grudniu 2004 roku. Day i jego żona, fotografka dokumentalna Leah Missbach Day, udali się na Sri Lankę, aby dokumentować lokalne działania humanitarnych. W dyskusjach z grupami pomocowymi na miejscu zdali sobie sprawę z potencjalnej wartości, jaką może zapewnić program dystrybucji rowerów, i w ten sposób zainicjowali World Bicycle Relief. Następnie WBR nawiązał współpracę z World Vision i lokalnym producentem w celu wyprodukowania i dystrybucji rowerów specjalnie zaprojektowanych tak, aby pasowały do potrzeb i terenu odbiorców, w formacie, który później został wykorzystany w innych ich projektach.
World Bicycle Relief ma podmioty zbierające fundusze w Stanach Zjednoczonych, Kanadzie, Niemczech, Wielkiej Brytanii, Szwajcarii i Australii.

## Kluczowe cechy

### Specjalnie zaprojektowane rowery

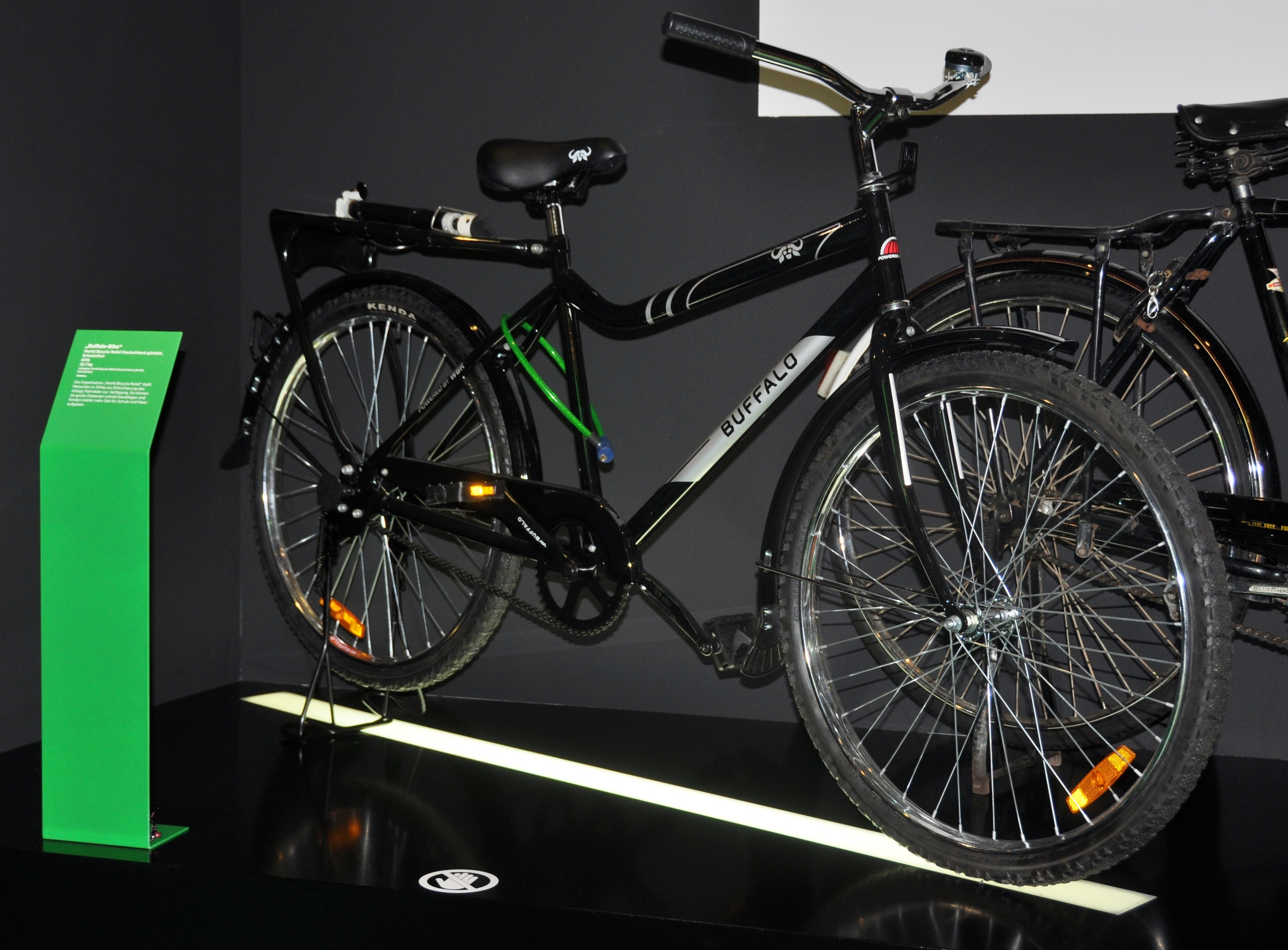
Buffalo Bike

World Bicycle Relief projektuje rowery specyficzne dla środowiska, w którym będą dystrybuowane. Ze względu na wytrzymałość i trwałość rowery te są nazywane Buffalo Bicycle. WBR Buffalo ma hamulec nożny zapewniający bezpieczeństwo i trwałość i wraz z tylnym bagażnikiem i błotnikami waży 50 lb (22,68 kg). Może przewozić ładunek o masie 100 kg (220,46 lb). Rama i widelec są zbudowane z ponadwymiarowej stali o rozmiarze 16, a koła mają 32 i 40 szprych o rozmiarze 13, odpowiednio z przodu iz tyłu, ze stalowymi obręczami o rozmiarze 18. Aby obniżyć koszty, być blisko użytkownika końcowego i zapewnić kompatybilność części lokalnych, rowery są montowane w trzech zakładach WBR w Afryce: w Harare w Zimbabwe, w Lusace w Zambii i w Kisumu w Kenii.

### Szkolenie mechanika
Aby zapewnić ciągłą konserwację rowerów, World Bicycle Relief wdrożyła program szkoleń w zakresie konserwacji. WBR prowadzi szkolenia w grupach od 5 do 20 osób — szkolenia składające się z programu nauczania obejmującego konserwację roweru, zasady biznesowe i umiejętności życiowe. Dodatkowo mechanicy są zaopatrywani w wysokiej jakości narzędzia rowerowe oraz umundurowanie. Do lutego 2020 r. 2300 mechaników zostało przeszkolonych i wyposażonych do obsługi serwisu rowerów w swoich społecznościach w Zambii, Zimbabwe, Kenii i Ugandzie. Ponadto World Bicycle Relief współpracuje z zainteresowanymi mechanikami  na obszarach wiejskich Afryki Subsaharyjskiej w zakresie dostawy części zamiennych. 

## Projekty

### Bicycles For Educational Empowerment Program (BEEP)
Rozpoczęty w czerwcu 2009 r. Program „Bicycles For Educational Empowerment Program” (BEEP) jest inicjatywą edukacyjną we współpracy z Ministerstwem Edukacji Zambii, organizacjami społecznymi i kilkoma międzynarodowymi organizacjami pozarządowymi. Jego celem jest dostarczenie 50 000 rowerów dzieciom i nauczycielom w wiejskich okręgach Zambii w celu poprawy dostępu do edukacji poprzez skrócenie czasu podróży. 70% tych rowerów przydzielono uczniom, a pozostałe 30% dla: nauczycieli, liderom społeczności i mechanikom rowerowym. 70% rowerów studenckich jest przydzielanych uczennicom w odpowiedzi na ich dodatkowe utrudnienia w dostępie do edukacji, takie jak: obowiązki domowe, kwestie bezpieczeństwa indywidualnego i perspektywy zawierania wcześnie małżeństw. Wczesne raporty z działania programu wykazują wzrost odsetka dzieci, które kończą naukę w szkołach BEEP do 88% względem średniej krajowej wynoszącej 60%. Każdy odbiorca przechodzi podstawowe szkolenie z zakresu konserwacji i bezpieczeństwa roweru, a przy odbiorze roweru podpisuje umowę{{.

### Projekt Zambia
W latach 2006–2009 organizacja WBR współpracowała z koalicją organizacji humanitarnych RAPIDS (Reaching HIV/AIDS Affected People with Integrated Development and Support), finansowaną przez USAID i kierowaną przez World Vision, w celu zaradzenia kryzysowi HIV/AIDS w Zambii, zapewniając 23 000 rowerów dla: wolontariuszy opieki domowej, edukatorów zajmujących się zapobieganiem chorobom i zagrożonych gospodarstw domowych. Dostarczone rowery umożliwiły RAPIDS nie tylko obsłużenie większej liczby osób, ale także ułatwiły zapewnienie wyższego poziomu opieki tym, którzy byli obsługiwani, ponieważ pracownicy mogli mieć częstsze wizyty, a także mieć większy wpływ przez ich interakcję z osobami przewlekle chorymi. Wśród ilościowych wyników tego programu jest odkrycie, że od czasu udziału WBR w programie RAPIDS wskaźnik retencji opiekunów wzrósł do 97%, co stanowi wyraźny wzrost w porównaniu z wcześniejszymi etapami. World Bicycle Relief w ramach programu przeszkoliła także ponad 470 mechaników.
Kluczowym elementem tego programu jest rower odpowiednio dobrany, specjalnie zaprojektowany w celu zaspokojenia potrzeb miejscowej ludności i wytrzymania afrykańskiego terenu. Rower jednobiegowy, ważący 55 lb (24,95 kg) jest wyposażony w wytrzymały stelaż, który może przewieźć 220 lb (99,79 kg), opony z nylonu klasy motoryzacyjnej, hamulce nożne, wzmocnione szprychy i rama wykonana z rur stalowych o większym przekroju.

### Projekt CHAI
World Bicycle Relief, wspierając CHAI ( Clinton Foundation HIV/AIDS Initiative), dostarczyła 300 rowerów ludziom w Rwandzie, Kenii, Etiopii, Mozambiku, Tanzanii i Lesotho, aby pomóc konkretnym inicjatywom HIV/AIDS w Afryce. Rowery zostały przekazane pracownikom służby zdrowia zajmującym się potrzebami medycznymi osób żyjących z HIV/AIDS, mentorom pracującym z sierotami i dziećmi wrażliwymi oraz edukatorom prowadzącym zajęcia z profilaktyki chorób.

### Pomoc w przypadku katastrof
We współpracy z World Vision, Trek Bicycle i władzami lokalnymi organizacja World Bicycle Relief dostarczyła 24 3676 rowerów na Sri Lance mężczyznom, kobietom i dzieciom najbardziej potrzebującym po tsunami na Oceanie Indyjskim w 2004 roku. Proces selekcji obejmował podstawowe potrzeby ekonomiczne i handlowe, odległość do pracy i odległość do szkół. Niezależny raport wykazał, że prawie 90% odbiorców rowerów wykorzystywało swoje rowery do zarabiania na życie.
Organizacja WBR dostarczyła również rowery organizacjom humanitarnym działającym w Kenii w celu zwalczania klęski głodu w Rogu Afryki w 2011 roku. 

### Inicjatywy mikrofinansowania i przedsiębiorstw społecznych

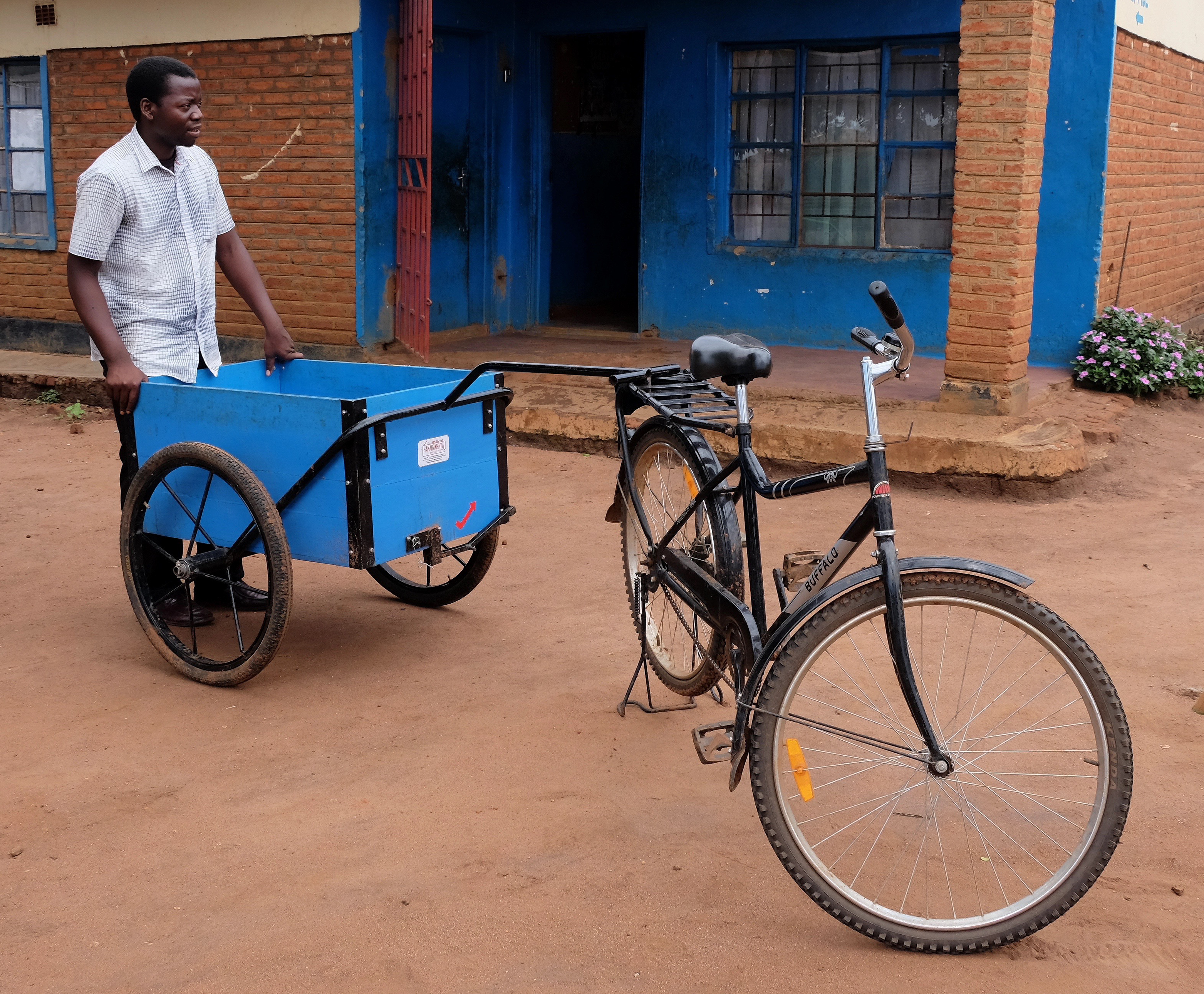
Buffalo Bicycle — wytrzymały rower wraz z Black Bull Cart — wytrzymałej przyczepki rowerowej, który może udźwignąć do 200 kg i służyć również za wózek pchany

World Bicycle Relief nawiązał również współpracę z różnymi instytucjami mikrofinansowymi, aby umożliwić sprzedaż roweru WBR (komercyjna wersja nazwę „Buffalo Bike”) osobom spoza kręgu pomocowego, których nie stać na zakup roweru w jednorazowej transakcji.
Przykładem mikrofinansowania jest małą organizacja zambijskich hodowców bydła mlecznego Magoye Milk Co-operative, założona przez Land O'Lakes, Inc, gdzie 299 rolników używa Buffalo Bicycles zakupionych od World Bicycle Relief do transportu na rowerach swojego nabiału do centralnego magazynu, gdzie mleko jest odbierane i transportowane do zakładu przetwórstwa mleczarskiego. Nabycie tych rowerów umożliwiło rolnikom zwiększenie ich potencjału transportowego przy jednoczesnym skróceniu czasu (kluczowego w przypadku transportu mleka) i pieniędzy, które rolnicy muszą codziennie wydawać na dostarczanie swoich produktów.
Wiele organizacji pozarządowych i innych organizacji pomocowych dla swoich projektów by zrealizować cele projektu kupiło rowery WBR; Są wśród nich UNICEF (Zimbabwe), CARE (Kenia), World Vision (Mozambik), Catholic Relief Services (Zambia), Wellshare International (Uganda) i Światowy Program Żywnościowy (Sudan Południowy). 